# Alberto Dainese
Alberto Dainese (Abano Terme, 25 marzo 1998) è un ciclista su strada italiano che corre per la Tudor Pro Cycling Team.
Professionista dal 2020, nello stesso anno si è laureato campione europeo Under-23 in linea; conta inoltre due successi di tappa al Giro d'Italia, una nel 2022 e una nel 2023, nonché una nella Vuelta a España, sempre nel 2023. 
Il 31 agosto 2022, durante un allenamento, rimane vittima di un incidente stradale nel Canton Ticino, che gli procura un taglio esteso sul braccio e qualche dente rotto; a seguito dell'urto frontale con un veicolo viene soccorso e portato all’ospedale di Lugano, dove viene dimesso il giorno seguente.

## Palmarès

### Strada
- 2016 (Juniores)

3ª tappa Giro della Basilicata (Laurenzana > Nova Siri)
- 2018 (Zalf-Euromobil-Désirée-Fior[2]/SEG Racing Academy)

Firenze-Empoli
Memorial Vincenzo Mantovani
Trofeo Città di San Vendemiano
9ª tappa, 1ª semitappa Giro d'Italia Under-23 (Conegliano > Valdobbiadene)
Trofeo Antonietto Rancilio
Medaglia d'Oro Fiera di Sommacampagna
1ª tappa Giro della Regione Friuli Venezia Giulia (Fagagna > Spilimbergo)
Grote Prijs Eugeen Roggeman - Stekene Individueel
Ronde van Midden Brabant
- 2019 (SEG Racing Academy)

2ª tappa Tour de Normandie (Darnétal > Forges-les-Eaux)
2ª tappa Tour de Bretagne (Bannalec > Quimperlé)
3ª tappa Tour de Bretagne (Port-Louis > Guégon)
6ª tappa Tour de Bretagne (Le Ferré > Plurien)
Entre Brenne et Montmorillonnais (con la Nazionale italiana)
Campionati europei, Prova in linea Under-23
3ª tappa Giro della Repubblica Ceca (Olomouc > Uničov)
- 2020 (Team Sunweb, una vittoria)

1ª tappa Herald Sun Tour (Nagambie > Shepparton)
- 2022 (Team DSM, una vittoria)

11ª tappa Giro d'Italia (Santarcangelo di Romagna > Reggio Emilia)
- 2023 (Team DSM/Team DSM-Firmenich, tre vittorie)

17ª tappa Giro d'Italia (Pergine Valsugana > Caorle)
1ª tappa Arctic Race of Norway (Kautokeino > Alta)
19ª tappa Vuelta a España (La Bañeza > Íscar)
- 2024 (Tudor Pro Cycling Team, una vittoria)

3ª tappa Région Pays de la Loire Tour (Segré-en-Anjou Bleu > Château-Gontier)

#### Altri successi
- 2018 (Zalf-Euromobil-Désirée-Fior)

Classifica a punti Giro della Regione Friuli Venezia Giulia
- 2019 (SEG Racing Academy)

Classifica a punti Tour de Normandie
- 2023 (Team DSM/Team DSM-Firmenich)

1ª tappa Vuelta a España (Barcellona, cronosquadre)

## Piazzamenti

### Grandi Giri
- Giro d'Italia

2022: 122º
2023: 123º
2024: 116º
- Tour de France

2022: 99º
2025: 119º
- Vuelta a España

2021: 129º
2023: 144º

### Classiche monumento
- Giro delle Fiandre

2020: ritirato
- Parigi-Roubaix

2023: 77º

### Competizioni mondiali
- Campionati del mondo su strada

Yorkshire 2019 - In linea Under-23: ritirato

### Competizioni europee
- Campionati europei su strada

Alkmaar 2019 - In linea Under-23: vincitore
Alkmaar 2022 - In linea Elite: 11°